# رساله درباره طبیعت آدمی
کتاب رساله دربارهٔ طبیعت آدمی اثر فیلسوف اسکاتلندی دیوید هیوم است که بین سالهای (۱۷۴۰–۱۷۳۸) نوشته شد. بسیاری آن را مهمترین اثر هیوم و یکی از تأثیر گذارترین آثار در تاریخ فلسفه برشمردند. این رساله کلاسیک بیانیه فلسفی تجربه گرایانه با شک و تردید و ناتورالیسم است.
آیزایا برلین درباره هیوم می نویسد که هیچ انسانی تاریخ فلسفه را به درجه ای عمیق تر و نگران کننده تر تحت تاثیر قرار نداده است. جری فودور درباره رساله هیوم نوشت که  این اثر سند بنیادی علوم شناختی است. با این حال، عموم مردم بریتانیا در آن زمان موافق این اثر نبودند، و البته خود هیوم نیز با این نظر مردم موافقت نکرد، و این مطالب را در هر دو تحقیق در مورد درک انسانی (1748) و تحقیق در مورد اصول اخلاقی (1751) دوباره تکرار کرد. هیوم در مقدمه نویسنده در مورد اولی نوشت:
بیشتر اصول و استدلال های موجود در این جلد در اثری در سه جلد به نام رساله طبیعت انسان منتشر شد: اثری که نویسنده قبل از ترک کالج طرح کرده بود و اندکی بعد آن را نوشت و منتشر کرد. اما چون آن را موفقیت آمیز ندانست، خطای خود را در مراجعه زودهنگام به مطبوعات سنجید و کل مطالب را از نو در قطعات بعدی ریخت که امیدوار است برخی از سهل انگاری ها در استدلال قبلی و بیشتر در بیان آن اصلاح شود. با این حال، چندین نویسنده که فلسفه نویسنده را با پاسخ‌هایی ارج نهاده‌اند، تلاش کرده‌اند تا تمام توان خود را علیه آن اثر نوجوانانه، معطوف کنند و بر هر امتیازی که تصور می‌کردند بر آن به دست آورده‌اند پیروز شوند. رویه ای بسیار مغایر با تمامی قواعد صراحت و رفتار منصفانه و مصداق قوی از آن دست ساخت های جدلی که یک غیرت متعصب به خود می اندیشد.
درون مایه
مقدمه
مقدمه هیوم ایده قرار دادن تمام علوم و فلسفه را بر پایه‌ای بدیع ارائه می کند: یعنی تحقیقی تجربی در روانشناسی انسان. او با اذعان به «آن تعصب رایج علیه استدلال‌های متافیزیکی [یعنی هرگونه استدلال پیچیده و دشوار]» آغاز می‌کند، تعصبی که در واکنش به «وضعیت ناقص کنونی علوم» (شامل اختلافات علمی بی‌پایان و تأثیر بی‌رویه «فصاحت» در بیان گمراه کننده  و اثر انحرافی آن بر عقل). اما از آنجایی که حقیقت «باید بسیار عمیق و مبهم باشد» در جایی که «بزرگترین نابغه ها» آن را نیافته اند، هنوز به استدلال دقیق نیاز است. هیوم ادامه می دهد که همه علوم در نهایت به «علم انسان» بستگی دارند؛ دانش ما به میزان و نیروی درک انسان، ... ماهیت ایده هایی که به کار می بریم، و ... عملیاتی که در استدلال خود انجام می دهیم بستگی دارد.  بنابراین هیوم امیدوار است «اصول طبیعت انسان را توضیح دهد» و بدین وسیله «نظام کاملی از علوم را پیشنهاد کند که بر پایه‌ای تقریباً کاملاً جدید بنا شده است و تنها سیستمی است که می‌توانند با هر گونه امنیت بر آن بایستند». علم انسان باید با روش‌های تجربی علوم طبیعی دنبال شود. این بدان معنی است که ما برای همیشه از «کیفیت های اصیل نهایی طبیعت انسانی» غافل باشیم. و در غیاب آزمایش‌های کنترل‌شده، ما مانده‌ایم که آزمایش‌های خود را در این علم از مشاهده محتاطانه زندگی انسان جمع‌آوری کنیم و با رفتار مردان در شرکت و امور، آن‌ها را آن‌گونه که در مسیر رایج جهان ظاهر می‌شوند، در نظر بگیریم و در خوشی‌هایشان».
کتاب1: تفهیم
بخش اول: ایده ها، منشأ، ترکیب، پیوند، انتزاع.
هیوم با این استدلال شروع می کند که هر ایده ساده از یک برداشت ساده ناشی می شود به طوری که همه ایده های ما در نهایت از تجربه ناشی می شوند: بنابراین هیوم تجربه گرایی مفهومی را می پذیرد و ایده های صرفا فکری و فطری موجود در فلسفه خردگرا را رد می کند. دکترین هیوم از دو تمایز مهم استناد می‌کند: بین تأثیرات (ادراکات نیرومندی که از راه حواس در تجربه یافت می‌شوند، «همه احساسات و عواطف ما») و ایده‌ها (ادراکات ضعیفی که برداشت شخص بوده و در «تفکر و استدلال» یافت می‌شوند)، و بین ادراکات پیچیده (که می‌تواند به بخش های ساده تر) و ادراکات ساده (که نمی توانند) متمایز شوند. او اذعان می کند که ایده های پیچیده ما ممکن است مستقیماً با هیچ چیز در تجربه مطابقت نداشته باشند (مثلاً می توانیم ایده پیچیده یک شهر بهشتی را شکل دهیم). اما هر ایده ساده (مثلاً از رنگ قرمز) مستقیماً با تصور ساده ای مطابقت دارد - و این مطابقت منظم از دید ما نشان می‌دهد که این دو به طور علّی به هم مرتبط هستند. از آنجایی که برداشت های ساده مقدم بر ایده های ساده هستند، و از آنجایی که آن‌هایی که حواس کارآمدی ندارند (مثلاً نابینایی) در نهایت فاقد ایده‌های مربوطه هستند، هیوم نتیجه می‌گیرد که ایده‌های ساده باید از برداشت‌های ساده استخراج شوند. به طور مشهور، هیوم مثال متقابل «سایه از دست رفته آبی» را در نظر می گیرد و رد می کند.
هیوم با بررسی اجمالی تأثیرات بین تأثیرات حسی (که در تجربه حسی یافت می شود) و تأثیرات بازتاب (که عمدتاً در تجربه عاطفی یافت می شود) تمایز قائل می شود، فقط برای کنار گذاشتن هرگونه بحث بیشتر برای پرداختن به احساسات در کتاب 2. با بازگشت به ایده ها، هیوم دو تفاوت اساسی بین ایده های حافظه و ایده های تخیل پیدا می کند: اولی نیرومندتر از دومی است، و در حالی که حافظه "نظم و موقعیت" برداشت های اصلی را حفظ می کند، تخیل آزاد است همه ایده های ساده را جدا کرده و دوباره به ایده های پیچیده جدید ترتیب دهید. اما با وجود این آزادی، تخیل همچنان تمایل دارد از اصول روان‌شناختی کلی پیروی کند که از یک ایده به ایده دیگر می‌رود: این «تداعی ایده‌ها» است. در اینجا هیوم سه «رابطه طبیعی» را می یابد که تخیل را هدایت می کند: شباهت، مجاورت و علیت. اما تخیل برای مقایسه ایده ها در امتداد هر یک از هفت «روابط فلسفی» آزاد است: شباهت، هویت، مکان/زمان، کمیت/تعداد، کیفیت/درجه، تضاد و علیت. هیوم این بحث از ایده های پیچیده را با شرحی شکاکانه از ایده های ما در مورد جوهرها و حالت ها به پایان می رساند: اگرچه هر دو چیزی بیش از مجموعه ای از ایده های ساده ای نیستند که توسط تخیل به هم مرتبط شده اند، ایده یک جوهر همچنین شامل نسبت دادن یک «چیزی ناشناخته» ساختگی است. که در آن [کیفیات خاص] قرار است منتج شوند یا در غیر این صورت برخی روابط مجاورت یا علیت کیفیات را به هم پیوند می دهد و آنها را برای دریافت کیفیات جدید مناسب می کند.
هیوم قسمت 1 را با این استدلال (با پیروی از برکلی) به پایان می رساند که به اصطلاح "ایده های انتزاعی" در واقع فقط ایده های خاصی هستند که به طور کلی استفاده می شوند. نخست، او با اصرار بر عدم امکان تمایز طول یک خط از خود خط، اشتقاق نهایی همه ایده ها از برداشت های کاملاً معین، و عدم امکان اشیاء نامشخص، یک مورد سه نقطه ای علیه ایده های نامشخص کمیت یا کیفیت مطرح می کند. دوم، او توضیح مثبتی از نحوه عملکرد تفکر انتزاعی در واقع ارائه می دهد: هنگامی که ما عادت کردیم از یک اصطلاح برای تعدادی از موارد مشابه استفاده کنیم، شنیدن این اصطلاح کلی ایده خاصی را فرا می خواند و عرف مرتبط را فعال می کند، که تخیل را از بین می برد. برای فراخوانی هر گونه ایده خاص مشابه در صورت لزوم. بنابراین اصطلاح کلی «مثلث» هم ایده‌ای از یک مثلث خاص را فرا می‌خواند و هم عرف را فعال می‌کند که تخیل را برای فراخوانی هر ایده دیگری از مثلث‌های خاص فعال می‌کند. در نهایت، هیوم از این شرح برای توضیح به اصطلاح «تمایزات عقل» استفاده می کند (مثلاً تشخیص احسا یک جسم از خودش). هیوم استدلال می‌کند که اگرچه چنین تمایزاتی کاملاً غیرممکن است، اما ما با توجه به نقاط شباهت مختلف بین اشیاء مختلف به همان تأثیر می‌رسیم.
بخش دوم: ایده های فضا و زمان
«نظام مربوط به فضا و زمان» هیوم دارای دو آموزه اصلی است: آموزه محدودگرایی که مکان و زمان بی نهایت قابل تقسیم نیستند، و دکترین رابطه گرا که مکان و زمان را نمی توان جدا از اشیاء تصور کرد. هیوم با این استدلال شروع می‌کند که از آنجایی که «ظرفیت ذهن محدود است»، تخیل و حواس ما باید در نهایت به حداقل برسد: ایده‌ها و برداشت‌ها به اندازه‌ای جزئی هستند که قابل تقسیم نیستند. و از آنجایی که هیچ چیز نمی تواند جزئی تر از این باشد، ایده های تقسیم ناپذیر ما «بازنمایی کافی از جزئی ترین بخش های گسترش [فضایی] هستند». با در نظر گرفتن این «ایده‌های روشن»، هیوم چند استدلال ارائه می‌کند تا نشان دهد مکان و زمان تا بی‌نهایت تقسیم‌پذیر نیستند، بلکه از نقاط تقسیم‌ ناپذیر تشکیل شده‌اند. به حساب او، ایده فضا از تجربه حسی ما (آرایش نقاط رنگی یا ملموس توسط حواس ما) و ایده زمان از تغییر توالی ادراکات خود ما انتزاع می شود. و این بدان معنی است که فضا و زمان را نمی توان به تنهایی و جدا از گستره هستی تصور کرد، جدای از اشیایی که در فضا چیده شده اند یا در طول زمان تغییر می کنند. بنابراین ما هیچ تصوری از مکان و زمان مطلق نداریم، بنابراین خلاء و زمان بدون تغییر در اجزای سازنده هستی منتفی است.
سپس هیوم از دو دکترین خود در برابر مخالفت ها دفاع می کند. او در دفاع از تناهی گرایی خود در برابر ایرادات ریاضی، استدلال می کند که تعاریف هندسه روایت او را تأیید می کند. او سپس استدلال می‌کند که از آنجایی که ایده‌های هندسی مهم (برابری، خط راست، صافی) هیچ استاندارد دقیق و قابل اجرا فراتر از مشاهدات رایج، اندازه‌گیری‌های اصلاحی، و استانداردهای «خیالی» که ما به طور طبیعی مستعد ساختن آن‌ها هستیم، ندارند، بنابراین نمی‌توان به نمایش‌های هندسی بسیار ظریف تقسیم‌پذیری بی‌نهایت اعتماد کرد. در مرحله بعد، هیوم از دکترین رابطه گرایانه خود دفاع می کند و ایده ادعایی خلاء را به طور انتقادی بررسی می کند. هیچ تصوری را نمی توان از تجربه ما از تاریکی یا حرکت (به تنهایی یا همراه با اشیاء مرئی یا محسوس) استخراج کرد، اما در واقع این تجربه است که توضیح می دهد که چرا ما به اشتباه فکر می کنیم این ایده را داریم؛ طبق گفته هیوم، ما ایده دو جسم دور را که توسط اشیای مرئی یا محسوس دیگر از هم جدا شده اند، با ایده بسیار مشابه دو جسم که با فاصله غیر قابل مشاهده از هم جدا شده اند اشتباه می گیریم. با در دست داشتن این تشخیص، او به سه ایراد از سوی اردوگاه خلاء پاسخ می‌دهد - با توجه به این نکته شک‌آمیز می‌افزاید که «قصد او هرگز این نبود که به طبیعت اجسام نفوذ کند، یا دلایل مخفی عملکرد آنها را توضیح دهد»، بلکه فقط «توضیح ماهیت و علل ادراکات، یا برداشت‌ها و ایده‌های ما بود».
در بخش پایانی، هیوم ایده‌های ما از هستی و وجود خارجی را توضیح می‌دهد. اولاً، او استدلال می کند که هیچ تصور مشخصی وجود ندارد که بتوان از آن ایده وجود را استخراج کرد. در عوض، این تصور چیزی بیش از تصور هر شیئی نیست، به طوری که اندیشیدن به چیزی و اندیشیدن به آن به عنوان چیزی موجود، همانند هم است. بعد، او استدلال می کند که ما نمی توانیم چیزی فراتر از ادراک خودمان تصور کنیم. بنابراین تصور ما از وجود اشیاء خارجی حداکثر یک "ایده نسبی" است
بخش سوم: آگاهی قطعی و احتمال
بخش 1 تا 3
هیوم هفت رابطه فلسفی را یادآوری می‌کند و آنها را به دو دسته تقسیم می‌کند: چهار دسته که می‌توانند به ما «علم و یقین» بدهند، و سه دسته که نمی‌توانند. (این تقسیم‌بندی در اولین تحقیق هیوم به ترتیب به‌عنوان «روابط ایده‌ها» و «موضوعات واقعی» دوباره ظاهر می‌شود.) او خاطرنشان می‌کند که در مورد چهار رابطه، همه می‌توانند از طریق شهود دانش به دست آورند: تشخیص فوری یک رابطه (مثلاً، یک ایده به رنگ روشن‌تر از ایده دیگر). اما با یکی از چهار مورد، «نسبت‌ها در کمیت یا عدد»، معمولاً از طریق نمایش به دانش دست می‌یابیم: استدلال استنتاجی گام به گام (مثلاً برهان‌ها در هندسه). هیوم در مورد استدلال اثباتی در ریاضیات دو اظهار نظر می کند: هندسه به اندازه جبر دقیق نیست (اگرچه هنوز به طور کلی قابل اعتماد است) و اینکه ایده های ریاضی "ادراکات معنوی و اصلاح شده" نیستند، بلکه در عوض از برداشت ها کپی شده اند.
در مورد سه رابطه دیگر، دو مورد از آنها (هویت و مکان/زمان) صرفاً موضوع ادراک حسی آنی است (مثلاً یک شی در کنار دیگری). اما با آخرین رابطه، یعنی علیت، می‌توان از طریق نوعی استدلال استنتاجی که او آن را استدلال محتمل می‌نامد، فراتر از حواس رفت. در اینجا هیوم به بررسی مشهور خود در مورد علیت می‌پردازد و با این سوال شروع می‌کند که ما ایده خود را از علیت از چه برداشتی می‌گیریم؟ تنها چیزی که می‌توان در یک مثال از علت و معلول مشاهده کرد دو رابطه است: مجاورت در مکان و اولویت در زمان. اما هیوم اصرار دارد که ایده ما از علیت همچنین شامل یک ارتباط ضروری مرموز است که علت را به معلول پیوند می‌دهد. با این مشکل، هیوم ایده اتصال ضروری را به حالت تعلیق درآورده و دو سؤال مرتبط را بررسی می‌کند: چرا این اصل را می‌پذیریم که «هر چیزی که شروع به وجود می‌کند باید علتی داشته باشد»؟، و فرآیند روان‌شناختی استدلال احتمالی چگونه کار می‌کند؟ هیوم در پاسخ به سوال اول استدلال می‌کند که این اصل بر شهود یا برهان استوار نیست با این ادعا که حداقل می‌توانیم اشیایی را که بدون علت وجود پیدا می‌کنند تصور کنیم(هم چون قدیم در نظر گرفتن جهان و یا ازلی دانستن ماده و انرژی)، و سپس چهار اثبات ادعایی این اصل را رد می‌کند. او نتیجه می گیرد که پذیرش ما از این اصل باید به نحوی «از مشاهده و تجربه» باشد، و بنابراین به سؤال دوم می پردازد.
بخش 4-8
هیوم یک گزارش روانشناختی سه مرحله‌ای مفصل از نحوه عملکرد استدلال احتمالی (یعنی نحوه عملکرد «قضاوت») ایجاد می‌کند. اول، حواس یا حافظه ما باید چیزی را به ما ارائه دهد: اطمینان ما به این ادراک («توافق» ما) صرفاً به نیرو و نشاط آن بستگی دارد. دوم، ما باید استنتاج کنیم، و از ادراک خود از این شیء به یک تصور از شیء دیگر حرکت کنیم: از آنجایی که این دو شی کاملاً از یکدیگر متمایز هستند، این استنتاج باید از تجربه گذشته دو شیء که بارها و بارها با هم مشاهده می‌شوند، باشد. (این "ارتباط ثابت" به سرعت در کنار مجاورت و اولویت، در شرح هنوز در حال توسعه هیوم از ایده ما از علیت ثبت می شود.) اما فرآیندی که ما از طریق آن از تجربه گذشته استفاده می کنیم و از شی فعلی به شی دیگر استنتاج می کنیم، دقیقاً چیست؟
در اینجا «مشکل القایی» معروف مطرح می‌شود. هیوم استدلال می‌کند که این استنتاج بسیار مهم را نمی‌توان با هیچ فرآیند استدلالی توضیح داد: نه استدلال اثباتی و نه استدلال احتمالی. استدلال اثباتی نیست: نمی‌توان ثابت کرد که آینده شبیه گذشته خواهد بود، زیرا «ما حداقل می‌توانیم تغییری در مسیر طبیعت متصور شویم» که در آن آینده به طور قابل توجهی با گذشته متفاوت است. و استدلال غیر محتمل: خود این نوع استدلال از تجربه گذشته استفاده می‌کند، به این معنی که فرض می‌کند آینده شبیه گذشته خواهد بود. به عبارت دیگر، در توضیح اینکه چگونه از تجربه گذشته برای استنتاج علّی استفاده می کنیم، نمی‌توانیم به نوعی استدلال متوسل شویم که خود از تجربه گذشته استناد می کند - این یک دور باطل است که ما را به جایی نمی رساند.
هیوم نتیجه می‌گیرد که استنباط مبتنی بر استدلال نیست، بلکه بر اساس تداعی ایده‌ها است: تمایل روانشناختی ذاتی ما به حرکت در امتداد سه "روابط طبیعی". به یاد بیاورید که یکی از این سه مورد علیت است: بنابراین وقتی دو شیء در تجربه ما دائماً به هم متصل می‌شوند، مشاهده یکی به طور طبیعی ما را به ایجاد تصوری از دیگری سوق می‌دهد. این ما را به مرحله سوم و آخرین گزارش هیوم می‌رساند، یعنی اعتقاد ما به شی دیگر در حین پایان دادن به فرآیند استدلال احتمالی (مثلاً دیدن ردپای گرگ و نتیجه‌گیری با اطمینان اینکه آنها توسط گرگ‌ها ایجاد شده‌اند). با توجه به اعتقاد او، تنها تفاوت بین یک ایده باور شده و یک ایده صرفاً تصور شده در نیروی اضافی و سرزندگی آن باور نهفته است. و یک گرایش روان‌شناختی عمومی برای هر ادراک پر جنب و جوش وجود دارد که مقداری از نیرو و نشاط خود را به هر ادراکی دیگر که به طور طبیعی به آن مرتبط است منتقل کند (مثلاً، دیدن «تصویر یک دوست غایب» با رابطه طبیعی شباهت، تصور ما را از دوست زنده‌تر می‌کند). بنابراین، در استدلال احتمالی، به روایت هیوم، ادراک پر جنب و جوش ما از یک شی، نه تنها ما را به ایجاد تصوری صرف از شیء دیگر سوق می دهد، بلکه آن ایده را به یک باور کامل زنده می کند. (این تنها ساده‌ترین مورد است: هیوم همچنین قصد دارد استدلال احتمالی را بدون تأمل آگاهانه و نیز استدلال احتمالی بر اساس تنها یک مشاهده توضیح دهد.)
بخش 9-13